# جوزيه أغواس
جوزيه بينتو دي كارفاليو سانتوس أغواس (بالبرتغالية: José Pinto de Carvalho Santos Águas‏) مواليد 9 نوفمبر 1930 في لواندا، أنغولا البرتغالية - الوفاة 10 ديسمبر 2000 في لشبونة، كان لاعب كرة قدم برتغالي كان يلعب كمهاجم. لعب خلال مسيرته 288 مباراة سجل خلالها 292 هدفاً.

## المسيرة الاحترافية

### أندية لعب لها
- نادي بنفيكا
- أوستريا فيينا

## روابط خارجية
- جوزيه أغواس على موقع الاتحاد الأوربي (الإنجليزية)
- جوزيه أغواس على موقع قاعدة بيانات كرة القدم.إي يو (الإنجليزية)
- جوزيه أغواس على موقع ناشيونال فوتبول تيمز (الإنجليزية)